# Кармен Шкуль
Кармен Шкуль (словен. Karmen Škulj; нар. 25 листопада 1967) — колишня словенська тенісистка.
Найвищу одиночну позицію світового рейтингу — 203 місце досягла 4 січня 1988, парну — 253 місце — 25 квітня 1988 року.
Здобула 1 одиночний та 1 парний титул.
Завершила кар'єру 1988 року.

## Фінали ITF
| Турніри $25,000 |
| Турніри $10,000 |

### Одиночний розряд (1–0)
| Результат | Ранг | Дата          | Турнір        | Покриття | Суперниця       | Рахунок       |
| --------- | ---- | ------------- | ------------- | -------- | --------------- | ------------- |
| Перемога  | 1.   | 1 червня 1987 | Адрія, Італія | Ґрунт    | Ольга Царбопулу | 3–6, 6–3, 6–3 |

### Парний розряд (1–1)
| Результат | Ранг | Дата            | Турнір            | Покриття | Партнерка         | Суперниці                            | Рахунок  |
| Перемога  | 1.   | 24 вересня 1984 | Бол, Югославія    | Ґрунт    | Мілуше Доседелова | Мартіна Райнгардт Джой Тейкон        | 6–3, 6–4 |
| Поразка   | 2.   | 8 вересня 1986  | Загреб, Югославія | Ґрунт    | Рената Шашак      | Наталія Єгорова Вікторія Мильвидська | 2–6, 3–6 |